# Oxford Street

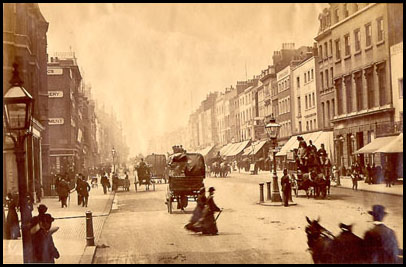
Oxford Street w 1875

Oxford Street – ulica w centralnym Londynie, w obrębie West Endu, na terenie gminy City of Westminster, biegnąca od Marble Arch na zachodzie do St Giles Circus na wschodzie; jej kontynuację w kierunku wschodnim stanowi New Oxford Street. Jedna z najliczniej uczęszczanych ulic handlowych w Europie. Mieszczą się przy niej m.in. domy towarowe, które dały początek sieciom John Lewis oraz Selfridges.
Dawniej jeden z głównych traktów prowadzących z Londynu na zachód, współcześnie stanowi część drogi A40 (nieoznakowana). Obecna nazwa ulicy pochodzi z XVIII wieku i nawiązuje do faktu, że położona była na skraju włości należących do hrabiów Oksfordu.

## Historia
Oxford Street pokrywa się ze szlakiem rzymskiej ulicy, zwanej via Trinobantina, która łączyła Hampshire i Colchester i stała się jedną z największych ulic prowadzących do i wyprowadzających z miasta. Między XII wiekiem a rokiem 1782 była znana jako: Tyburn Road (od rzeki Tyburn, która biegła na południe od drogi, a obecnie przepływa pod nią), Uxbridge Road, Worcester Road oraz Oxford Road. Była to ostatnia droga pokonywana przez skazańców z Newgate Prison do szubienic w Tyburn, niedaleko Marble Arch. Od około 1729 roku ulica nosi nazwę Oxford Street.
Pod koniec XVIII wieku wiele otaczających ją pól nabył hrabia Oksfordu, co doprowadziło do rozwoju tego terenu. Ulica słynęła z widowisk będących rozrywką dla tłumu, np. walk psów z niedźwiedziami czy maskarad, oraz z Panteonu. W XIX wieku przy Oxford Street otwarto liczne sklepy.

## Transport
Oxford Street jest obsługiwana przez pięć linii metra: Bakerloo, Central, Jubilee, Northern i Victoria. Przy ulicy znajdują się cztery stacje:
- Marble Arch
- Bond Street
- Oxford Circus
- Tottenham Court Road

## W kulturze
Oxford Street jest jedną z nieruchomości na planszy brytyjskiej wersji gry Monopoly. Wraz z Regent Street i Bond Street wchodzi w skład zielonego zestawu. Wszystkie trzy ulice łączy charakter handlowy.